# Yuri Rose
Yuri Rose (ur. 8 maja 1979 w Purmerend) – holenderski piłkarz grający na pozycji napastnika lub pomocnika, a także trener.

## Kariera
Profesjonalną karierę rozpoczął w klubie FC Volendam, w którym zadebiutował 3 grudnia 1997 roku przeciwko Fortunie Sittard. Kolejnym klubem w jego karierze był Heracles Almelo. Stamtąd został sprzedany do SC Heerenveen, a od 2005 był graczem Sparty Rotterdam, skąd w 2009 roku został wypożyczony do De Graafschap. Następnie podpisał kontrakt z klubem i jego barwy reprezentował do 2012 roku. Potem grał w zespołach De Graafschap, SC Cambuur, Ajax Zaterdag oraz AFC. W 2016 roku zakończył karierę.
W Eredivisie rozegrał 199 spotkań i zdobył 28 bramek.
| Sezon   | Klub             | Kraj     | Rozgrywki                 | Mecze | Bramki |
| ------- | ---------------- | -------- | ------------------------- | ----- | ------ |
| 1997/02 | FC Volendam      | Holandia | Eredivisie/Eerste divisie | 92    | 23     |
| 2002/04 | Heracles Almelo  | Holandia | Eerste divisie            | 68    | 35     |
| 2004/05 | SC Heerenveen    | Holandia | Eredivisie                | 19    | 3      |
| 2005/06 | Sparta Rotterdam | Holandia | Eredivisie                | 32    | 5      |
| 2006/07 | Sparta Rotterdam | Holandia | Eredivisie                | 26    | 4      |
| 2007/08 | Sparta Rotterdam | Holandia | Eredivisie                | 25    | 8      |
| 2008/09 | Sparta Rotterdam | Holandia | Eredivisie                | 30    | 4      |
| 2009/10 | De Graafschap    | Holandia | Eerste Divisie            | 26    | 9      |
| 2010/11 | De Graafschap    | Holandia | Eredivisie                | 32    | 1      |
| 2011/12 | De Graafschap    | Holandia | Eredivisie                | 29    | 3      |
| 2012/13 | SC Cambuur       | Holandia | Eerste divisie            | 19    | 0      |